# Cespitularia
Cespitularia es un género de corales de la familia Xeniidae, orden Alcyonacea.
Este género de octocorales pertenece a los corales blandos, así denominados porque, al contrario de los corales duros del orden Scleractinia, no generan un esqueleto de carbonato cálcico, por lo que no son generadores de arrecife. 

## Especies
El Registro Mundial de Especies Marinas acepta las siguientes especies:
- Cespitularia coerula. May, 1898
- Cespitularia densa. Tixier-Durivault, 1966
- Cespitularia erecta. Macfadyen, 1936
- Cespitularia exigua. Verseveldt, 1970
- Cespitularia hypotentaculata. Roxas, 1933
- Cespitularia infirmata. Verseveldt, 1977
- Cespitularia mantoni. Hickson, 1931
- Cespitularia mollis. (Brundin, 1896)
- Cespitularia multipinnata. (Quoy & Gaimard, 1833)
- Cespitularia quadriserta. Roxas, 1933
- Cespitularia robusta. Tixier-Durivault, 1966
- Cespitularia schlichteri. Janes, 2008
- Cespitularia simplex. Thomson & Dean
- Cespitularia stolonifera. Gohar, 1938
- Cespitularia subviridus. (Quoy & Gaimard, 1833)

## Morfología
La colonia de pólipos tiene formas arbustivas, con tallos largos ramificados, normalmente en la parte superior. Los pólipos están dispuestos irregularmente, son monomórficos y sin capacidad retráctil. Los tentáculos tienen entre 10 y 15 pínnulas en cada lado, y suelen tener la mitad superior curvada hacia el disco oral. 
De color blanco, marrón claro o azul, usualmente con los tentáculos contrastando en otro color, dorado o lavanda.
Sus tejidos tienen escleritos, o espículas, calcáreas, para darles consistencia. También tienen zooxantelas.

## Hábitat y distribución
Viven en arrecifes tropicales, en zonas con corrientes fuertes y con buena intensidad de luz. 
Se distribuyen en el océano Indo-Pacífico, desde la costa este africana hasta Australia, Nueva Guinea y el sur de Japón.

## Alimentación
Contienen algas simbióticas llamadas zooxantelas. Las algas realizan la fotosíntesis produciendo oxígeno y azúcares, que son aprovechados por los corales, y se alimentan de los catabolitos del coral (especialmente fósforo y nitrógeno). Esto les proporciona entre el 75 y el 90% de sus necesidades alimenticias, el resto lo obtienen atrapando plancton y materia orgánica disuelta de la columna de agua.

## Reproducción
Se reproducen asexualmente por fisión. Y sexualmente, expeliendo larvas en la columna de agua, que tras deambular unos días se fijarán al sustrato y evolucionarán a forma pólipo, formando la colonia por reproducción asexual.